# Himeshima (isola)
Hime, o più compiutamente Himeshima (姫島村?, Himeshima-mura), letteralmente "isola principessa", è un'isola giapponese nella parte meridionale del Mare interno di Seto, al largo della penisola di Kunisaki. Sull'isola sorge il villaggio omonimo.
L'isola si presenta di forma allungata e presenta una superficie di 6,85 km².
Su Himeshima è presente uno dei pochi giacimenti di ossidiana del Giappone, una rupe nel nord-ovest dell'isola. Il minerale presente sull'isola è caratterizzato da un tipico colore grigio. Reperti in ossidiana di Himeshima risalenti al periodo Jōmon sono stati rinvenuti in Cina, rivelando quando fosse florido il commercio in quel periodo.

## Mito
Ci sono due miti collegati al nome dell'isola.
Il primo, riportato nel Kojiki, vuole che furono due divinità, Izanagi e Izanami, a creare il Giappone come due isole, una grande ed una più piccola, di genere femminile. Himeshima sarebbe questa seconda isola.
Un secondo mito, presente nel Nihongi, attribuisce il nome dell'isola alla storia di una principessa vissuta durante il regno dell'imperatore Suinin. La principessa, promessa in sposa al principe Tsunuga-arashito di Ohokara (Corea del Sud), fuggì e trovo rifugio presso il santuario di Himekoso, presente sull'isola.

## Attività economiche
Prima della Seconda guerra mondiale, l'economia dell'isola era basata sull'allevamento dei bovini e su di una grande salina. Dopo la guerra, entrambe le attività furono interrotte, per ragioni sanitarie. Oggi, le principali attività economiche presenti sull'isola sono legate all'allevamento dei gamberi tigre.
Con una formula innovativa, negli ultimi quarant'anni si è cercato di ridurre lo spopolamento dell'isola assicurando un impiego ad ogni abitante. In particolare è stato introdotto un "contratto condiviso" in base al quale ogni lavoratore rinuncia a parte del salario e ad avere un orario di lavoro regolare per raggiungere l'obiettivo della totale occupazione della popolazione dell'isola.